# Запорожка Сеч
Запорожка Сеч или Свободни земи на Запорожката долна войска (на украински: Запорізька Січ или Вольності Війська Запорозького Низового) е историческо полуавтономно държавоподобно образувание и квазидържава на запорожките казаци, съществувала между XVI и XVIII век, включително като независима военна диктатура в рамките на Казашкото хетманство в продължение на повече от един век, с център в днешните Херсонска област, Запорожка област и Днепропетровска област, обхващайки долното течение на река Днепър в Украйна. В различни периоди районът е под суверенитета на Полско-литовската държава (Жечпосполита), Османската империя, Руското царство и Руската империя.
През 1775 г., малко след като Руската империя анексира териториите, отстъпени ѝ от Османската империя по силата на мирния договор от Кючук Кайнарджа (1774 г.), Екатерина Велика разпуска Сечта и включва територията ѝ в състава на Новорусийската губерния в пределите на Руската империя.

## Същност и бит на Сечта
Терминът Запорожка Сеч може да се отнася метонимично и неофициално и за цялата военно-административна организация на Запорожката казашка войска, но поначало под "сеч" се разбира укрепление, с църкви, стопански постройки и жилищни помещения всред него. Названието (сѣчъ) произлиза от думата „сѣкти“, „высѣкать“, и е свързано с палисадата, обграждаща селището, която имала изсечени остри краища. Крепостта представлявала колиби, сред които и църква, заградени от забити в земята дървени колове, които са служещи като стени. Понякога за означаване на крепостното съоръжение на сечта се използвала думата „паланка“, а самата сеч представлява местонахождението на щаб-квартира на казаците. Тя е център на дейността и на управление на всички войскови дела, резиденция на всички главни старшини, стоящи начело на долното казачество (Запорожка долна войска, т.е. действащо по долното течение на река Днепър). Запорожка Сеч обхваща редица крепости на казаците там, които служат като военни и административни центрове на казаците в историческата област Запорожие. Тя не трябва да се бърка със „Запорожката регистърна казашка войска“, която е официална войска на Полско-литовската държава, обособила се впоследствие в Казашкото хетманство. Двете казачества са тясно свързани, макар и невинаги да са били под едно ръководство.
Центровете от тип „сеч“ са наричани така по наименованието на главното укрепление (военния лагер), а „запорожки“ - по мястото на разположението им в низините около река Днепър, южно от труднопроходимите днепърски речни прагове.  Обитаващите тях и околностите им казаци имат равни права и избират демократично своя водач, с титла „хетман“ или „кошовий атаман“. Били са организирани на „курень“ (термин за къща или село) и представяни от старшини. По време на поход старшинският съвет има абсолютна власт, но в самия заслон тя е ограничена.
В ранния им период запорожците са 5000 – 6000 души, от които 10% са се редували да служат в казашкия лагер, а останалите са били на поход или са се занимавали с друга дейност. Поминъкът на запорожците се осигурявал освен чрез походите (наричани евфемистично „за казашки хляб“) и с мирна дейност – лов, риболов, пчеларство, животновъдство, добив на сол и търговия. През XVIII век вече се практикува земеделие и гъстотата на населението се увеличава – този процес на заселване на дотогава слабо заселените степи е подпомогнат от въвеждането на крепостничество в Деснобрежна и Левобрежна Украйна, на север от полските и руски власти. През 1770 г. в областта на Запорожката Сеч (съвпадаща в голяма степен с териториите на днешните области Днепропетровска и Запорожка) живеят около 200 000 души.

## История
Православният, неполонизиран украинец Дмитро „Байда“ Вишневецки основава през 1553 – 1554 г. първата сеч, разположена на остров Мала Хортиця. Крепостта служи за база на неговите походи против кримските татари и Османската империя. През XVI и XVII век от тази крепост се организират редица грабителски и освободителни походи срещу тях, като особено се прочуват Иван Сирко и някои другиа атамани. Казаците плават през Днепър и Черно море на лодки, наречени „чайки“, като опожаряват Варна и пристанището на Цариград. Освен това оттам се организират редица въстания против полската шляхта. През 1648 г. оттам започва въстанието на Богдан Хмелницки което довежда до дефакто независимост на Украйна под формата на Запорожката войска, която е държава организирана по казашки модел.
В епохата на разрухата (1654 г.-1667 г.) Украйна се разделя на 3 части с различни нива на автономия – Левобрежна Украйна (под влиянието на Русия), Деснобрежна Украйна (под полска власт) и Запорожката долна войска, която има като център Запорожката сеч и формално е споделена между Жечпосполита и Русия. Понеже запорожците подкрепят Иван Мазепа в битката при Полтава, новия хетман на Левобрежна Украйна Иван Скоропадски е принуден да разруши Запорожката Сеч, но тя е построена отново на нова локация и продължава да съществува като институция. След битката хетманът в изгнание Пилип Орлик съставя проект за конституция, една от целите на които е да обедини формално земите и институциите на Запорожката Сеч с тези на Хетманството.
След връщането на крепостничеството в останалата част на Украйна, земите на Запорожката сеч отново остават най-свободни за селяните, които бягат там и ги заселват. Казаците запорожци участват активно във войните с Османската империя и са награждавани многократно, но остават трън в очите на Екатерина Втора, понеже подкрепят селските въстания в другите части на Украйна, като например Въстанието на хайдамаците от 1768 г. Тя заповядва унищожението на Запорожката сеч, докато повечето казаци са на поход на Балканите през 1775 г. Русия прекръства областта им на Новорусия, а мнозинството от казаците и селяните са закрепостени. Част от казаците остават в Османската империя и минават на страната на султана, който им дава земи в Дунавската делта, а други са преструктурирани в други казашки организации под руска служба. Директна историческа и етническа връзка със запорожките казаци имат кубанските казаци, които просъществуват до 1921 г. По време на Украинската революция те имат нереализирани планове за обединение с Украинската народна република.

## Виж също
- Регистърно казачество
- Казашко хетманство